# Centertown (Tennessee)
Centertown és una població dels Estats Units a l'estat de Tennessee. Segons el cens del 2000 tenia 257 habitants.

## Demografia
Segons el cens del 2000, Centertown tenia 257 habitants, 102 habitatges, i 73 famílies. La densitat de població era de 107,9 habitants/km².
Dels 102 habitatges en un 33,3% hi vivien nens de menys de 18 anys, en un 64,7% hi vivien parelles casades, en un 2,9% dones solteres, i en un 27,5% no eren unitats familiars. En el 25,5% dels habitatges hi vivien persones soles el 9,8% de les quals corresponia a persones de 65 anys o més que vivien soles. El nombre mitjà de persones vivint en cada habitatge era de 2,52 i el nombre mitjà de persones que vivien en cada família era de 3,04.
Per edats la població es repartia de la següent manera: un 23,7% tenia menys de 18 anys, un 13,2% entre 18 i 24, un 23% entre 25 i 44, un 28,8% de 45 a 60 i un 11,3% 65 anys o més.
L'edat mediana era de 37 anys. Per cada 100 dones de 18 o més anys hi havia 106,3 homes.
La renda mediana per habitatge era de 29.792 $ i la renda mediana per família de 44.250 $. Els homes tenien una renda mediana de 35.625 $ mentre que les dones 25.833 $. La renda per capita de la població era de 15.157 $. Entorn del 5,2% de les famílies i l'11,7% de la població estaven per davall del llindar de pobresa.

## Poblacions més properes
El següent diagrama mostra les poblacions més properes.